# Елфи (Средна земя)
В произведенията на Дж. Р. Р. Толкин, елдари е името на елфите на собствения им език.
Според елфическата легенда името Елдари, тоест Звезден народ, е дадено на елфите от Ороме. Постепенно обаче то започва да се употребява само за елфите от Трите народа (Ванияри, Нолдори и Телери), които потеглят на дългия западен поход от Куивиенен (дори и да са останали в Средната Земя), като по този начин се изключват Аварите. Елфите от Аман и всички елфи, които някога са живеели там, получават названието Върховни елфи (Тарелдари) или Елфи на Светлината (Калакуенди).
Елфи било използвано, за да преведе едновременно и Куенди – „говорещите“, Висшелфическото име на целия им род, и Елдар – името на Трите рода, които потърсили Неумиращото Царство и отишли там в началото на Дните (с изключение само на синдарите). Тази стара дума беше действилно единствената подходяща – някога е била пригодена да отговаря на каквито спомени за този народ се запазили хората или на едни не напълно различни творения на човешките умове. Но значението ѝ било стеснено и сега може да припомня на мнозина хрумвания къде хубави, къде глупави, тъй различни от някогашниге Куенди, както са различни пеперудите от ястреба – не че някой от Куендите някога е имал крила – тъй неестествени за тях, както и за хората. Те били раса, висока и красива, по-старите Деца на света, а сред тях Елдарите били като крале, които сега са си отишли – Народът на Великия поход, Народът на Звездите. Били високи, светлокожи и сивооки, ако и къдриците им да били тъмни – освен в златния род на финарфин, а гласовете им имали повече мелодичност от всички чувани днес и тогава. Бели храбри, ала печална е историята на онези, що се завърнали в Средната земя като изгнаници. Макар в отдавна отминали дни да се пресякла с тази на Бащите, тяхната участ не е като човешката. Господството им отминало отдавна и сега те обитават отвъд кръговете на света и не се завръщат.